# بوی گل سرخ
بوی گل سرخ فیلمی به کارگردانی و نویسندگی ناصر محمدی محصول سال ۱۳۸۰ است.

## بازیگران
- یوسف مرادیان
- زهره فکورصبور
- همایون ارشادی
- پرویز تأییدی
- مهتاج نجومی
- پروین تمجیدی
- سعادت تمجیدی
- سیامک اشعریون
- پرستو پاشایی